# Ernst Nilsson
Ernst Hilding Waldemar Nilsson (Malmö, 10 maggio 1891 – Malmö, 11 febbraio 1971) è stato un lottatore svedese, specializzato sia nella lotta libera che nella lotta greco-romana.

## Palmarès
- Giochi olimpici

Anversa 1920: bronzo nella lotta libera pesi massimi.
- Mondiali

Breslavia 1912: oro nella lotta greco-romana -82,5 kg.
Stoccolma 1922: oro nella lotta greco-romana +82,5 kg.